# Кейн, Тара
Тара Кейн (англ. Tarah Kayne; род. 28 апреля 1993, Форт-Майерс, Флорида) — американская фигуристка, выступавшая в парном катании с Дэнни О’Ши. Они — победители чемпионата четырёх континентов (2018), серебряные призёры чемпионата четырёх континентов (2014), чемпионы США (2016), серебряные призёры этапа Гран-при Internationaux de France (2018).

## Карьера

### Ранние годы
Тара начала заниматься фигурным катанием в шесть лет. В сезоне 2010/2011 она выступала в категории новисов, а затем на юниорском уровне в течение одного сезона.
В апреле 2012 года она встала в пару с Дэнни О’Ши.

### 2012/2013
На своём первом Чемпионате США, который прошёл в январе 2013 года, Тара и Дэнни заняли седьмое место. На своём первом международном турнире International Challenge Cup они завоевали серебряные медали.

### 2013/2014: медаль чемпионата четырёх континентов
В новом сезоне они выиграли бронзовые награды на U.S. Classic и Icechallenge. Став шестыми на чемпионате США, они отправились на Чемпионат четырёх континентов,где стали серебряными призёрами.

### 2014/2015
28 июля 2014 года Тара перенесла операцию на правом бедре. В результате пара не смогла дебютировать на этапах Гран-при Cup of China и Rostelecom Cup. Кейн / О’Ши вернулись к соревнованиям на турнире серии серии «Челленджер» Golden Spin of Zagreb, взяв бронзовую медаль. В январе 2015 года Тара и Дэнни впервые в карьере стали призёрами чемпионата США, став бронзовыми призёрами. Этот результата позволил им поехать на чемпионат четырёх континентов, на котором они заняли лишь восьмое место.

### 2015/2016: золото чемпионата США

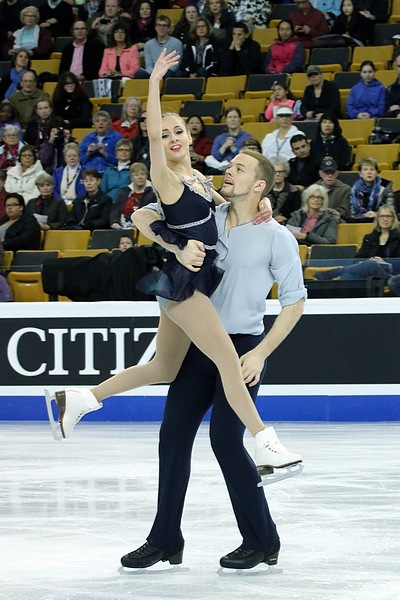
Чемпионат мира (2016)

Новый сезон пара начала на дома на турнире серии «Челленджер» в Солт-Лейк-Сити, который они выиграли. На этих соревнованиях Тара повредила правое колено. Травма не помешала им дебютировать на этапах серии Гран-при. На домашнем этапе Кейн и О'Ши заняли шестое место. Затем они выступили на российском этапе, где остановились в шаге от подиума. Затем последовала ещё одна медаль «Челленджера» — бронза на Golden Spin of Zagreb.
В январе 2016 года пара одержала первую большую победу. Тара и Дэнни стали чемпионами США, обойдя действующих чемпионов Алексу Шимека и Криса Книрима на 14,85 балла. На чемпионат четырёх континентов Кейн / О'Ши поехали в качестве лидеров сборной США, однако в Тайбэе фигуристы остановились в шаге от медалей. В начале апреля в Бостоне на домашнем чемпионате мира американцы сумели пробиться в число участников произвольной программы, однако они не сумели пробиться в дюжину лучших парников мира, заняв только тринадцатое место.

### 2016/2017
Новый предолимпийский сезон пара начала в Финляндии на традиционном турнире Finlandia Trophy, где они заняли пятое место. В середине октября американские фигуристы выступали в Чикаго на Skate America, где заняли место в середине турнирной таблицы. При этом они провалили короткую программу, но в произвольной заняли третье место. В конце ноября они выступали на заключительном этапе Гран-при в Саппоро, по итогам которого американская пара оказалась в шаге от попадания на пьедестал. 
В январе на национальном чемпионате в Канзасе после короткой программы фигуристы шли на пятом месте и перед произвольной программой они снялись из-за сотрясения мозга, которое Тара получила в короткой программе, после того как ударилась головой во время приземления с выброса. Сезон для пары подошёл к концу.
В течение сезона у Тары усиливалась боль из-за тендинита правого колена, в результате её травмы 2015 года. Она получила новое сухожилие во время операции в Медицинском центре Вейл-Вэлли 14 февраля 2017 года, а затем воздерживалась от ходьбы в течение семи недель. Она возобновила тренировки к июлю 2017 года.

### 2017/2018: медаль чемпионата США, золото чемпионата четырёх континентов

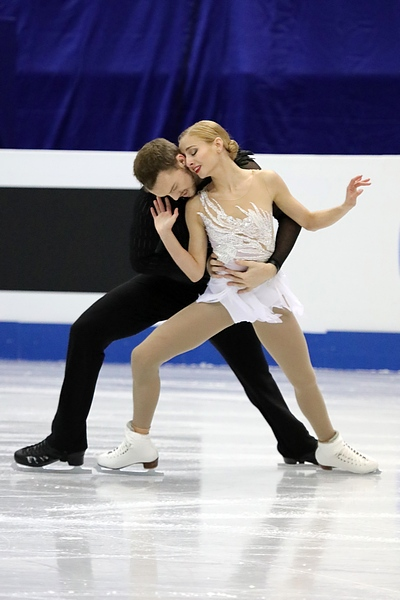
Тара и Дэнни на чемпионате четырёх континентов (2018)

Олимпийский сезон американские парники начали в начале декабря на Golden Spin of Zagreb, по итогам которого они стали бронзовыми медалистами. В начале 2018 года на чемпионате США Тара и Дэнни, к удивлению многих специалистов, выступила очень удачно. Они уверенно стали вице-чемпионами, но так как у американской команды на Олимпийских играх была одна квота Кейн / О'Ши на Олимпиаду не поехали. Учитывая, что чемпионат четырёх континентов проходил за две недели до Олимпийских игр американская федерация на него отправила второй состав. В Тайбэе в конце января Тара и Дэнни на континентальном чемпионате выступили прекрасно. Они впервые в карьере стали победителями этого турнира, став первой американской парой за 12 лет, которой покорилось это достижение.
В марте пара должна была поехать на чемпионат мира, но из-за стрессового перелома у партнёрши они решили не рисковать и отказались от поездки.
В начале июля было объявлено, что Тара и Дэнни переезжают в Колорадо-Спрингс. Теперь они будут тренироваться под руководством Делайлы Саппенфилд.

### 2018/2019: медаль Гран-при

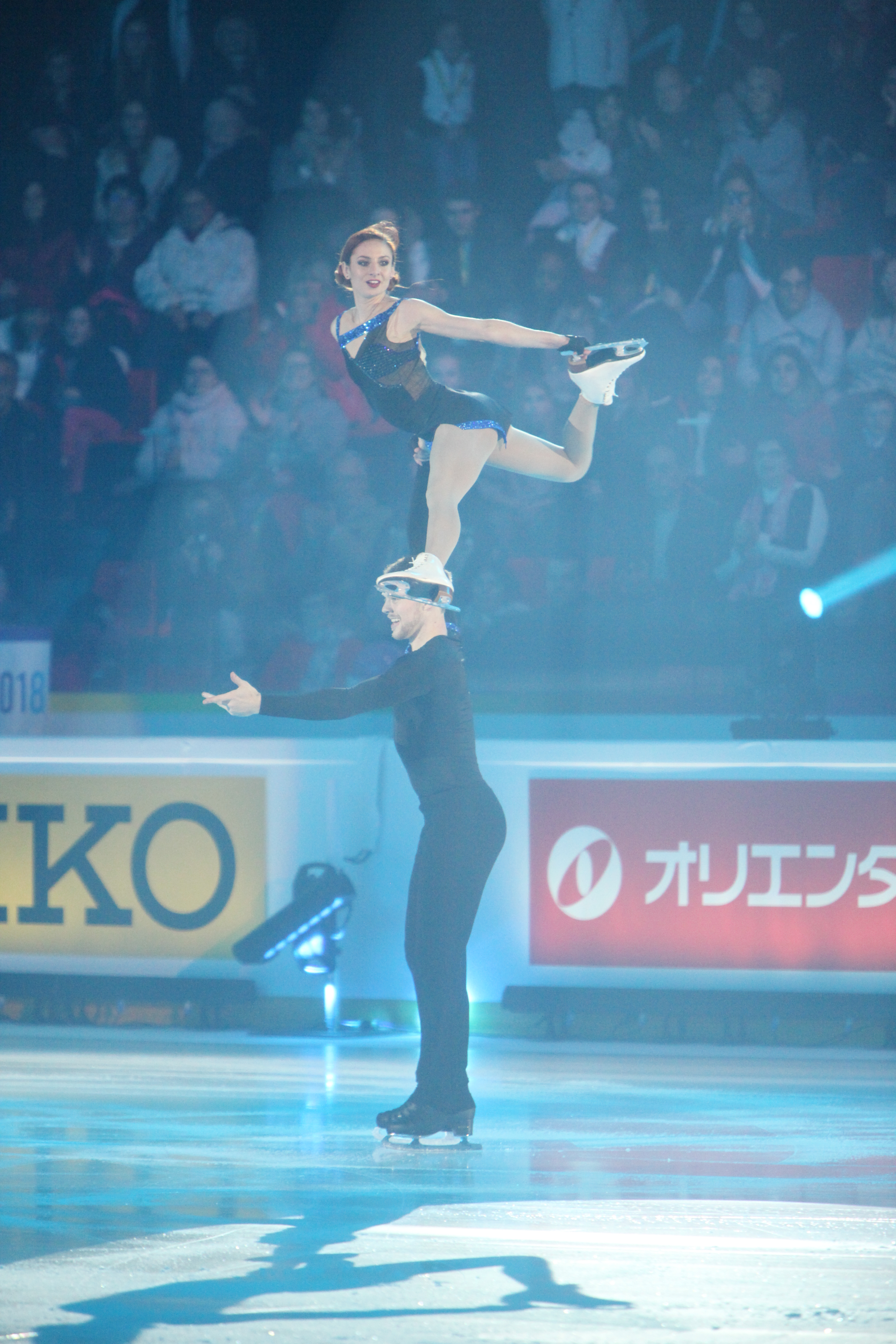
Показательные выступления на Internationaux de France (2018)

На первом турнире под руководством нового тренера пара выступила неудачно, заняв лишь седьмое место. На своём первом этапе NHK Trophy 2018 Тара и Дэнни стали пятыми, набрав всего 164,16 балла. Но на втором этапе их ждал успех. Кейн и O’Ши стали серебряными призёрами французского этапа Гран-при, что стало для них первой медалью на турнирах коммерческой серии . Через пару дней Тара и Дэнни удачно выступили на турнире серии «Челленджер» в Таллине, выиграв серебро этого турнира.
На чемпионате США Тара и Дэнни лидировали после короткой программы. Но на следующий день пара не справилась с волнением. Сначала Тара сорвала каскад, упав после тройного сальхова, а в самом конце программы они сорвали поддержку. По итогам турнира Тара и Дэнни заняли четвёртое место. Несмотря на этот результат их отправили на чемпионат четырёх континентов, который они выиграли год назад. На турнире пара установила новый персональный рекорд в короткой программе, набрав 66,34 балла. Но через день они снова не справились с произвольной программой и по итогам соревнований стали лишь шестыми.

### 2019/2020

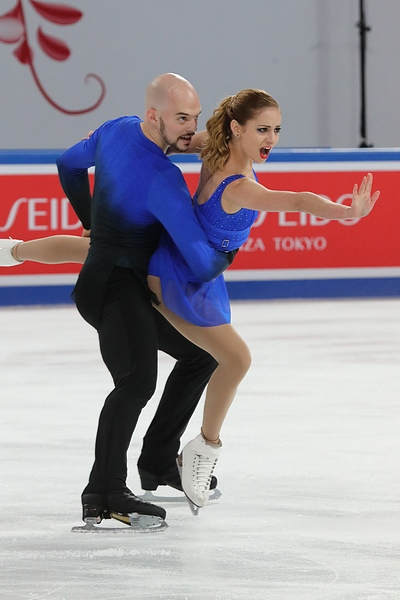
Кейн и О'Ши на Cup of China (2019)

Новый сезон пара начала на домашнем турнире серии «Челленджер»
US Classic, где остановились в шаге от попадания на подиум. Затем американцы выступили на двух азиатских Гран-при. Сначала они заняли шестое место на Cup of China, а далее заняли такое же место в Японии.
Выступая на чемпионате США, Кейн / О'Ши заняли второе место в короткой программе, отстав на семь баллов от лидеров Книрим / Книрим. Заняв третье место в произвольной программе, они завоевали бронзовую медаль, уступив Книримам и Кэлаланг / Джонсон . О'Ши назвал это «улучшением, поскольку программа прогрессировала в первой части сезона. Мы делаем шаги в правильном направлении». Они завершили сезон, став пятыми на чемпионате четырёх континентов.

### 2020/2021: уход от тренера, распад, завершение карьеры
В сентябре Кейн и О'Ши объявили, что покидают тренера Делайлу Саппенфилд, публично заявив, что они с нетерпением ждут изучения новых вариантов тренировок и надеются оставаться сильной парой.
Они заняли четвёртое место на ISP Points Challenge, виртуальном внутреннем соревновании. В октябре они соревновались на Skate America, в котором в основном участвовали американские пары из-за ограничений на поездки, связанных с пандемией COVID-19. По итогам турнира они стали пятыми. Их предыдущие тренеры Джим Петерсон и Аманда Эвора помогали им готовиться к этому соревнованию. Постоянная тренировочная среда Кейна и О'Ши будет определена после этих соревнований.
10 декабря было объявлено, что пара Кейн и О'Ши распалась, после чего Тара Кейн завершила карьеру.

## Программы
(с Дэнни О’Ши)
| Сезон     | Короткая программа | Произвольная программа | Показательные                                      |
| --------- | --- | --- | -------------------------------------------------- |
| 2020/2021 | - Лунный свет Клод Дебюсси хореография Рэнди Стронг                                                                                            | - Кармен Жорж Бизе хореография Рэнди Стронг                                                                                            |                                                    |
| 2019/2020 | - Sweet Dreams (Are Made of This) (из фильма Излом времени) Eurythmics в исполнении Марка Хадли и Dresage хореография Чарли Уайт               | - Отверженные Клод-Мишель Шёнберг, Ален Бублил и Герберт Крецмер хореография Паскуале Камерленго                                       |                                                    |
| 2018/2019 | - Turning Page Sleeping At Last - That’s It (I’m Crazy) Sofi Tukker хореография Ше-Линн Бурн, Shae Zukiwsky                                    | - Лебединое озеро Пётр Ильич Чайковский хореография Ше-Линн Бурн, Shae Zukiwsky                                                        |                                                    |
| 2017/2018 | - All I Ask of You (Призрак Оперы) Эндрю Ллойд Уэббер хореография Массимо Скали                                                                | - Лебединое озеро Пётр Ильич Чайковский хореография Ше-Линн Бурн, Shae Zukiwsky                                                        |                                                    |
| 2016/2017 | - Take Me to Church Хозиер хореография Джим Петерсон - Will You Still Love Me Tomorrow - Back to Black Amy Winehouse хореография Judy Blumberg | - A Song of India Николай Андреевич Римский-Корсаков - Marche Slave Пётр Ильич Чайковский хореография Jim Джим Петерсон, Judy Blumberg | - Johanna Sweeney Todd)                            |
| 2015/2016 | - Take Me to Church Хозиер - España cañí Паскуаль Маркина Нарро                                                                                | - The Music of the Night Эндрю Ллойд Уэббер и Чарльз Харт performed Барбра Стрейзанд и Майкл Кроуфорд                                  | - Manhattan Сара Бареллис                          |
| 2014/2015 | - Your Song Ewan McGregor | - Спартак Арам Хачатурян | - Saturday Night's Alright for Fighting Элтон Джон |
| 2013/2014 | - James Bond medley Джон Барри | - Дон Кихот Людвиг Минкус |                                                    |
| 2012/2013 | - Моя прекрасная леди Фредерик Лоу | - Щелкунчик Пётр Чайковский |                                                    |

## Результаты

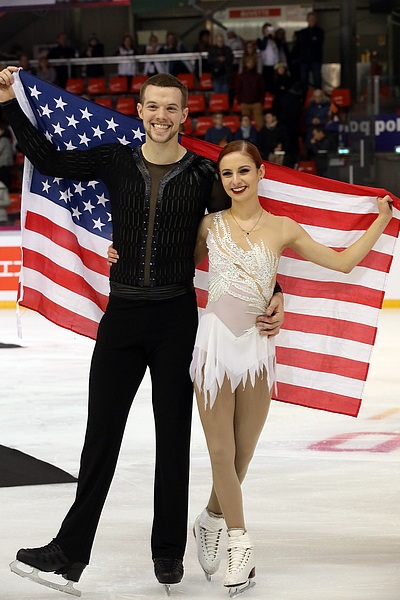
Серебряные призёры Internationaux de France (2018)

(с Дэнни О’Ши)
| Соревнования                             | 12/13         | 13/14         | 14/15         | 15/16         | 16/17         | 17/18         | 18/19         | 19/20         | 20/21         |
| Международные                            | Международные | Международные | Международные | Международные | Международные | Международные | Международные | Международные | Международные |
| ---------------------------------------- | ------------- | ------------- | ------------- | ------------- | ------------- | ------------- | ------------- | ------------- | ------------- |
| Чемпионат мира                           |               |               |               | 13            |               |               |               |               |               |
| Четыре континента                        |               | 2             | 8             | 4             |               | 1             | 6             | 5             |               |
| Этапы Гран-при: Cup of China             |               |               |               |               |               |               |               | 6             |               |
| Этапы Гран-при: Internationaux de France |               |               |               |               |               |               | 2             |               |               |
| Этапы Гран-при: NHK Trophy               |               |               |               |               | 4             |               | 5             | 6             |               |
| Этапы Гран-при: Skate America            |               |               |               | 6             | 6             |               |               |               | 5             |
| Этапы Гран-при: Rosterlecom Cup          |               |               |               | 4             |               |               |               |               |               |
| CS Tallinn Trophy                        |               |               |               |               |               |               | 2             |               |               |
| CS Finlandia Trophy                      |               |               |               |               | 5             |               | 7             |               |               |
| CS Golden Spin of Zagreb                 |               |               | 3             | 3             |               | 3             |               | 2             |               |
| CS U.S. Classic                          |               | 3             |               | 1             |               |               |               | 4             |               |
| Ice Challenge                            |               | 3             |               |               |               |               |               |               |               |
| Challenge Cup                            | 2             |               |               |               |               |               |               |               |               |
| Национальные                             |               |               |               |               |               |               |               |               |               |
| Чемпионат США                            | 7             | 6             | 3             | 1             | WD            | 2             | 4             | 3             |               |